# Грамаду-Канела (микрорегион)
Грамаду-Канела (порт. Microrregião de Gramado-Canela) — микрорегион в Бразилии, входит в штат Риу-Гранди-ду-Сул. Составная часть мезорегиона Агломерация Порту-Алегри. 
Население составляет 	296 581	 человек (на 2010 год). Площадь — 	2 620,770	 км². Плотность населения — 	113,17	 чел./км².

## Демография
Согласно сведениям, собранным в ходе переписи 2010 г. Национальным институтом географии и статистики (IBGE), население микрорегиона составляет:						
| Полное население                             | Полное население                             | Полное население                             | Полное население                             | 296 581 |
| -------------------------------------------- | -------------------------------------------- | -------------------------------------------- | -------------------------------------------- | ------- |
| в том числе:                                 | Городское население                          | 257 936                                      | Процент городского населения, %              | 86,97   |
|                                              | Сельское население                           | 38 645                                       | Процент сельского населения, %               | 13,03   |
|                                              | Мужское население                            | 146 284                                      | Процент мужского населения, %                | 49,32   |
|                                              | Женское население                            | 150 297                                      | Процент женского населения, %                | 50,68   |
| Плотность населения, чел/км²                 | Плотность населения, чел/км²                 | Плотность населения, чел/км²                 | Плотность населения, чел/км²                 | 113,17  |
| Население микрорегиона в % к населению штата | Население микрорегиона в % к населению штата | Население микрорегиона в % к населению штата | Население микрорегиона в % к населению штата | 2,77    |

## Статистика
- Валовой внутренний продукт на 2003 год составлял 2 891 570 288,00 реалов (данные: Бразильский институт географии и статистики).
- Валовой внутренний продукт на душу населения на 2003 год составлял 10 191,58 реалов (данные: Бразильский институт географии и статистики).
- Индекс человеческого развития на 2000 год составлял 0,819 (данные: Программа развития ООН).

## Состав микрорегиона
В составе микрорегиона включены следующие муниципалитеты:
1. Канела
2. Дойз-Ирманс
3. Грамаду
4. Игрежинья
5. Ивоти
6. Линдолфу-Коллор
7. Морру-Реутер
8. Нова-Петрополис
9. Пикада-Кафе
10. Президенти-Лусена
11. Риузинью
12. Роланти
13. Санта-Мария-ду-Эрвал
14. Такуара
15. Трес-Короас